# غريدي رينولدز
غريدي رينولدز (26 فبراير 1980 - ) (بالإنجليزية: Grady Reynolds)‏ هو لاعب كرة سلة أمريكي في مركز هجوم صغير الجسم.

## وصلات خارجية
- غريدي رينولدز على موقع كلية كرة السلة في سبورتس رفرنس.كوم (الإنجليزية)
- غريدي رينولدز على موقع ريلجم (الإنجليزية)
- غريدي رينولدز على موقع بروبوليرز (الإنجليزية)